# Гоговский, Глигорие
Глигорие Трпев Гоговский (макед. Глигорие (Глигорије) Трпев Гоговски; 6 июля 1943, Тетово, Тетово — 5 июня 2022, Тетово, Тетово) — македонский государственный деятель, бывший председатель Исполнительного совета Собрания Социалистической Республики Македония.
Окончил электротехнический факультет Университета в Скопье и магистратуру Университета Загреба. Был генеральным директором текстильного комбината «Тетекс» в Тетово. С 1986 по 1991 год был последним премьер-министром Социалистической Республики Македония.